# Мокша (река)
Мо́кша (мокш. Мокша или Йов) — большая река в Мордовии, Пензенской, Нижегородской и Рязанской областях, правый приток Оки, впадает в Оку в 350 км от её устья, ниже города Касимова.
Длина — 656 км, площадь водосборного бассейна — 51 тыс. км².
В 1950-х годах в среднем течении реки было построено несколько гидроузлов с ГЭС, но без судоходных шлюзов. В 1955 году в 2 км ниже устья р. Цны на реке Мокше построен Рассыпухинский гидроузел с ГЭС и деревянным судоходным шлюзом. Судоходство по реке осуществлялось до середины 1990-х годов.
Крупнейшие притоки: левые — Цна, Вад, Атмис, правые — Исса, Сивинь.
На реке стоят города Темников, Краснослободск, Ковылкино, а также посёлки-райцентры Мокшан, Наровчат, Теньгушево, Кадом.

## Этимология

Бассейн Мокши

Некоторые исследователи считали формант -кша финно-угорским. Ф. И. Гордеев сопоставлял гидроним с лит. makasynė «грязь, слякоть», Ю. В. Откупщиков — с лит. mokšė «болото». Вероятно, название оставлено древним индоевропейским населением Поочья, говорившим на языке, близком к балтийским. Гидроним сопоставим с индоевропейской основой meksha, означавшей «проливание, утекание». Предполагают, что в языке индоевропейских аборигенов мокша означала «поток, течение, река» и как термин входила в ряд гидронимов (реки Ширмокша, Мамокша и другие).
От названия реки произошло самоназвание одного из двух мордовских этносов — мокшане (мокш. мокшет).
Название «Мокша» упоминается монахом-миноритом Рубруком, послом французского короля Людовика IX к монгольскому хану Сартаку (1253 год).
В XX веке название реки было положено в наименование открытой в 1950-е годы в её бассейне примокшанской археологической культуры.

## Исток
В монографии «Природа Пензенской области» указывается, что Мокша берёт начало выше села Выглядовка Нечаевского района (ныне Мокшанского) Пензенской области. По последним данным Мокша начинается в овраге из системы родников у деревушки Елизаветино. Исток Мокши находится на безлесном месте. Исследования, проведённые в 2009—2010 годах, показали, что с юга с. Выглядовка среди возвышенных мест тянется низина (до с. Елизаветино) длиной около 6 км. Этот участок называют «Сухой Мокшей». В ложбине с песчаным и глинистым дном глубиной 20—40 см протекает пересыхающий ручей шириной 0.5—1,5 м (исследование проведено в мае 2010 года). Постоянное течение воды наблюдается ниже места впадения ложбины от святого родника, где также образуется небольшое расширение русла. Настоящий водоток течёт в сторону Выглядовки в слабо разработанном русле. Местами берега обваливаются на глазах из-за выбивания из них грунтовых вод, стекающих в русло. Дно низины, где течёт ручей, заболочено. По берегам ручья, заходя в воду растут кустарники ив, заросли рогоза широколиственного, камыша лесного и некоторых других влаголюбивых растений. Таким образом, исток Мокши представляет собой пересыхающий ручей, в настоящее время подпитываемый талыми и грунтовыми водами. Он тянется до с. Выглядовка постепенно превращаясь в постоянный поток.

## Притоки
(указано расстояние от устья)
- 34 км: без названия, у с. Восход
- 49 км: руч. Ежачка
- 51 км: Цна
- 82 км: Урзева (Чёрная Речка)
- 105 км: Вад
- 121 км: Ермишь
- 135 км: Шокша
- 144 км: Юзга
- 150 км: руч. Вяжка
- 160 км: Ведяжа
- 170 км: Варнава
- 177 км: Ужовка
- 183 км: Сарма
- 191 км: Сатис
- 231 км: Ломовка
- 248 км: Большой Аксел
- 258 км: Урей (Урейка)
- 266 км: Шавиц (Варсклей)
- 294 км: Нулуй
- 295 км: Уркат
- 302 км: Сухой Урей
- 310 км: Варма
- 338 км: Сивинь
- 346 км: Шапа
- 351 км: Гуменка
- 360 км: Рябка
- 373 км: Лепьевский
- 388 км: Большая Азясь
- 412 км: Сезелка
- 418 км: Мокшань
- 420 км: Лопатино
- 432 км: Унуй
- 437 км: Исса
- 464 км: Паньжа
- 477 км: Шелдаис
- 492 км: Камора
- 497 км: Каурец
- 500 км: руч. Модаев
- 532 км: Ломовка
- 540 км: Атмис
- 545 км: Ивка
- 553 км: Керка
- 562 км: Лосьма (у пос. Горлицыно)
- 563 км: руч. Вьюнка
- 586 км: Медаевка (Мадаевка)
- 596 км: Муромка (Ширкоисс)
- 599 км: Скачки
- 604 км: Юловка
- 620 км: Азясь
- 624 км: руч. Саранка